# Viktor III.

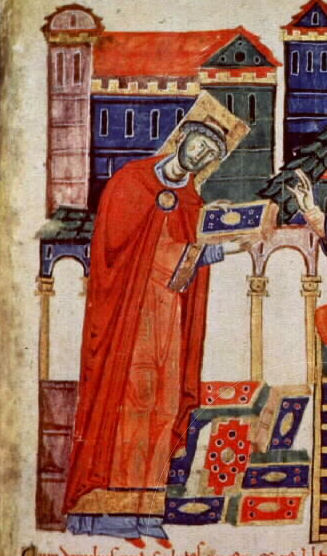
Abt Desiderius von Montecassino, der spätere Papst Viktor III. (Darstellung aus dem 11. Jahrhundert, Vat. lat. 1202, fol. 2r)

Viktor III. (* um 1027 in Benevent; † 16. September 1087 in Montecassino) amtierte nach seiner Wahl im Mai 1086 bis zu seinem Tod als Papst der gregorianischen Partei.
Dauferius stammte aus einer Seitenlinie der langobardischen Fürsten von Benevent. Nach anfänglichem Leben als Eremit trat er 1048/49 in das Kloster Santa Sofia in Benevent ein und nahm den Ordensnamen Desiderius an. 1055 wechselte er mit Billigung Papst Viktors II. in das Benediktiner-Kloster von Montecassino, wo er 1058 als Nachfolger von Papst Stephan IX. zum Abt aufstieg. Während seiner dreißigjährigen Amtszeit als Abt von Montecassino wurde das Kloster großzügig um- und ausgebaut. Er betätigte sich auch schriftstellerisch und verfasste unter anderem 1076/79 ein Werk über die Wunder des heiligen Ordensstifters Benedikt von Nursia. Er war seit 1059 Kardinalpriester von Santa Cecilia und stand in engem Kontakt mit dem Reformpapsttum. So vermittelte er vermutlich das 1059 in Melfi geschlossene Bündnis zwischen Papst Nikolaus II. und den süditalienischen Normannen und wirkte als päpstlicher Legat in Unteritalien. 1080 vermittelte er die Aussöhnung zwischen dem Normannenführer Robert Guiskard und Papst Gregor VII. Er versuchte auch, zwischen Gregor und dem deutschen König eine Verständigung herbeizuführen, und traf sich zu diesem Zweck 1082 mit Heinrich IV. Obwohl er deswegen beim Papst zunächst in Ungnade fiel, nahm er Gregor nach dessen Flucht aus Rom 1084 im Kloster Montecassino auf und war auch am Sterbelager Gregors VII. in Salerno zugegen.
Abt Desiderius wurde am 24. Mai 1086 gegen seinen erklärten Willen von einem kleinen Kreis von Anhängern des 1085 verstorbenen Gregors VII. in Rom unter dem Schutz Herzog Rogers von Apulien und Kalabrien zum Papst gewählt und erhielt den Namen Viktor III. Von seiner Wahl erhoffte sich die Reformpartei wohl im Wesentlichen eine Vermittlung im Konflikt zwischen dem 1084 vom Gegenpapst Clemens III. (Wibert von Ravenna) zum Kaiser gekrönten Heinrich IV. und den langobardischen Fürsten, mit denen Dauferius verwandt war. Der Papstname dürfte auf Viktor II. hindeuten und war möglicherweise als Zeichen der Versöhnungsbereitschaft gegenüber dem Kaisertum gewählt (der 1057 verstorbene deutsche Papst Viktor II. war ein Parteigänger Kaiser Heinrichs III. gewesen).
Bereits vier Tage nach seiner Wahl musste Viktor III. zurück in sein Kloster fliehen und legte die päpstliche Würde zunächst wieder ab. Es kam zu Spaltungen im Lager der Gregorianer, die Viktor zum Teil als zu durchsetzungsschwach ablehnten. Als scharfer Gegner Viktors profilierte sich Hugo, Bischof von Die, der von Gregor VII. ernannte päpstliche Legat in Frankreich. Eine Synode von Reformbischöfen in Capua bestätigte jedoch im März 1087 die Gültigkeit der Papstwahl. Fast ein Jahr nach der Wahl, am 9. Mai 1087, wurde Viktor, der sich widerstrebend bereitfand, sein Amt doch anzutreten, im Zuge eines normannischen Handstreichs in der leicht zugänglichen Leo-Stadt in Rom konsekriert, während sich der seit 1084 regierende Gegenpapst Clemens III. in Ravenna aufhielt. Gleich danach mussten die Reformanhänger Rom wieder verlassen. Viktor verbrachte die Zeit seines Pontifikats hauptsächlich in seinem Kloster, wo ihn Anhänger wie die Markgräfin Mathilde von Tuszien aufsuchen mussten, und bewegte sich nie über den süditalienisch-römischen Bereich hinaus. Ein zweiter Angriff auf Rom, der zur Inthronisation Viktors unternommen und diesmal von Truppen Mathildes begleitet wurde, führte im Juni und Juli 1087 zu Kämpfen in der Stadt, zu deren Verteidigung Clemens III. aus Ravenna anreiste. Die Kämpfe galten besonders der Peterskirche, die einige Male die Besitzer wechselte; die links des Tibers gelegene eigentliche Stadt Rom blieb stets in der Hand der Wibertiner.
Nach dem Rückzug aus Rom hielt der bereits länger erkrankte Viktor III. im August 1087 in Benevent ein Konzil ab, bei dem seine innergregorianischen Gegner um Hugo von Die und Richard von Marseille abgesetzt und gebannt wurden. Einer unsicheren Quelle zufolge fand auch eine feierliche Verdammung des kaiserlichen Gegenpapstes Wibert statt. Das Verbot der Laieninvestitur, ein Kernanliegen der Reformpäpste, wurde dagegen ebenso wenig erneuert wie der Bannfluch über Kaiser Heinrich IV. Die Konzilsbeschlüsse fanden nur geringe Verbreitung und das Konzil stand ganz im Zeichen der Zerwürfnisse unter den führenden Gregorianern. Bereits während des Konzils verschlechterte sich der Gesundheitszustand des Papstes weiter. Am 16. September 1087 starb Viktor III. in Montecassino.
Die Amtsführung seines Rivalen Clemens III. konnte Viktor III. zu keiner Zeit wirksam beeinträchtigen. Allerdings gelang es den Reformern durch seine Wahl, die Kontinuität des Reformpapsttums zu wahren und dessen Untergang mit dem Tod Gregors VII. zu verhindern. Insofern besaß sein Pontifikat eine historisch nachhaltige Wirkung. Die Wahl des Franzosen Eudes de Châtillon (Odo, als Papst Urban II.) zu seinem Nachfolger geht auf Viktors Empfehlung zurück. Urban und dessen Nachfolger Paschalis II. gelang es in den kommenden Jahrzehnten, die Anerkennung des gregorianischen Papsttums in Europa durchzusetzen. Gestärkt wurde diese Entwicklung durch die mit Urbans Aufruf initiierte Kreuzzugsbewegung.
Eine Verehrung Viktors III. setzte bereits früh ein. Erst 1887 wurde er seliggesprochen. Katholischer Gedenktag ist sein Todestag am 16. September.